# (36232) 1999 US26
1999 US26 (asteroide 36232) é um asteroide da cintura principal. Possui uma excentricidade de 0.12525360 e uma inclinação de 4.00471º.
Este asteroide foi descoberto no dia 30 de outubro de 1999 por CSS em Catalina.